# ГЕС Вімаласурендра
ГЕС Вімаласурендра – гідроелектростанція у Шрі-Ланці. Знаходячись перед ГЕС Стара Лакспана, становить верхній ступінь однієї з гілок гідровузла у сточищі річки Келані, яка на північній околиці Коломбо впадає до Лаккадівського моря (західне узбережжя острова).
В межах проекту річку Кехелгаму-Оя (правий витік Келані) перекрили бетонною гравітаційною греблею Castlereigh висотою 47 метрів та довжиною 234 метри, яка утримує водосховище з об’ємом 59,7 млн м3 (корисний об’єм 53,6 млн м3). Зі сховища через правобережний масив прокладено дериваційний тунель довжиною 6,1 км, який переходить у два напірні водоводи довжиною по 0,9 км з діаметром 2 метра.
Машинний зал обладнали двома турбінами типу Френсіс потужністю по 29,9 МВт (загальна потужність станції наразі рахується як 50 МВт). При чистому напорі у 219 метрів вони повинні забезпечувати виробництво 112 млн кВт-год електроенергії на рік. 
Відпрацьована вода потрапляє у водосховище греблі Нортон та спрямовується на наступну станцію гідровузла.
Видача продукції відбувається по ЛЕП, розрахованій на роботу під напругою 132 кВ.